# Giường trẻ em

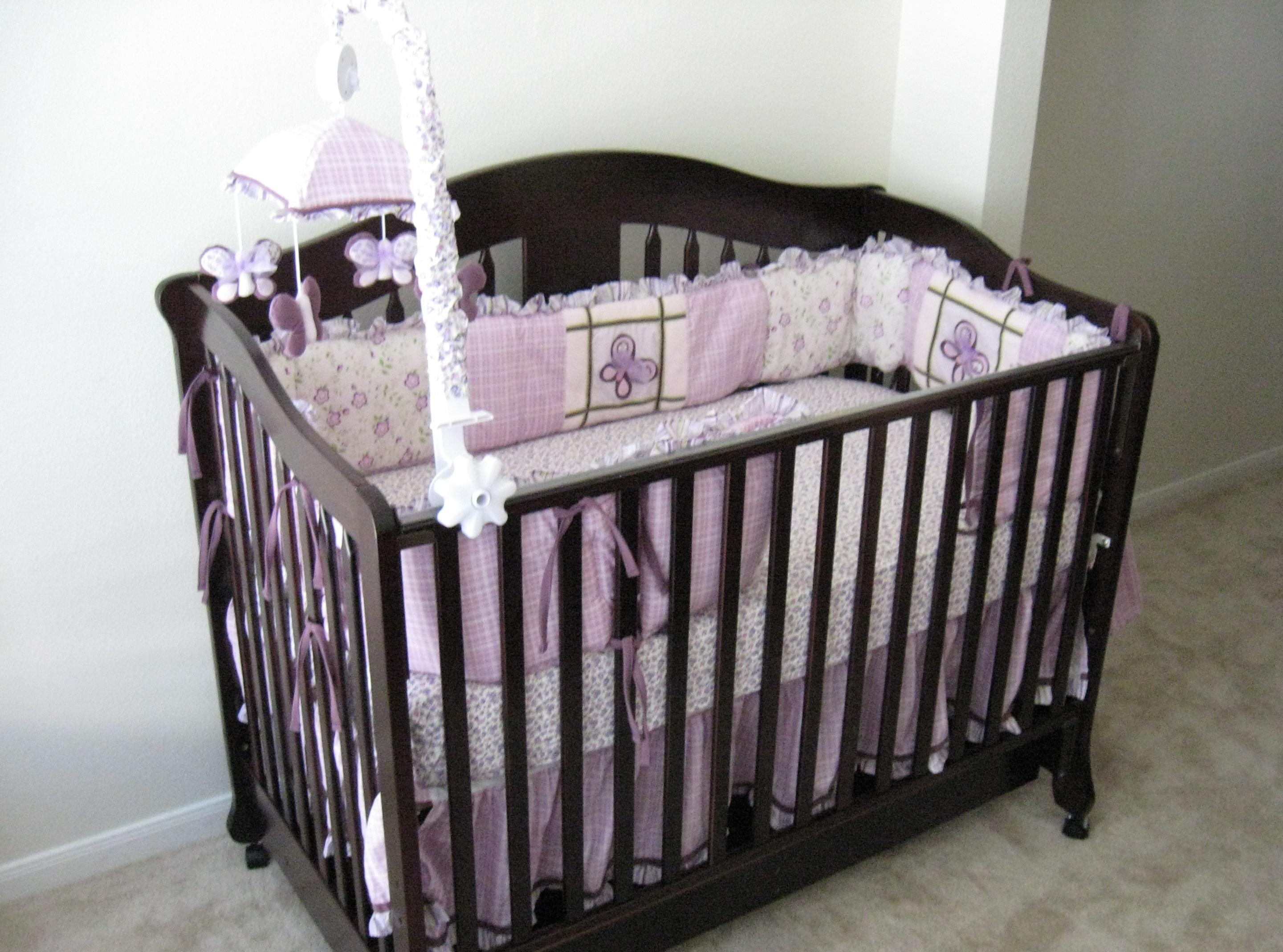
Giường cho trẻ sơ sinh

Giường trẻ em (thường được gọi là giường cũi, cũi trẻ em, quây cũi trẻ em) là một chiếc giường nhỏ đặc biệt dành cho trẻ sơ sinh và trẻ nhỏ. Giường trẻ em nhằm để giữ một đứa trẻ có khả năng đứng được không trèo ra ngoài.
Giường cũi thường để tạo ra một phạm vi nhất định đảm bảo độ an toàn, để bé chơi, đùa nghịch. Đồng thời tạo cảm giác thoải mái, an tâm giúp bé ngủ ngon hơn. Đến khoảng hai hoặc ba tuổi, trẻ em có thể trèo ra ngoài giường và được chuyển qua một loại giường mới có thành giường cao hơn.
Giường trẻ em thường thấy ở các nước bị ảnh hưởng bởi phương Tây, được sử dụng bởi phần lớn các bậc cha mẹ như là một thay thế cho việc ngủ chung giường hoặc do chuẩn mực văn hóa.

## Lịch sử

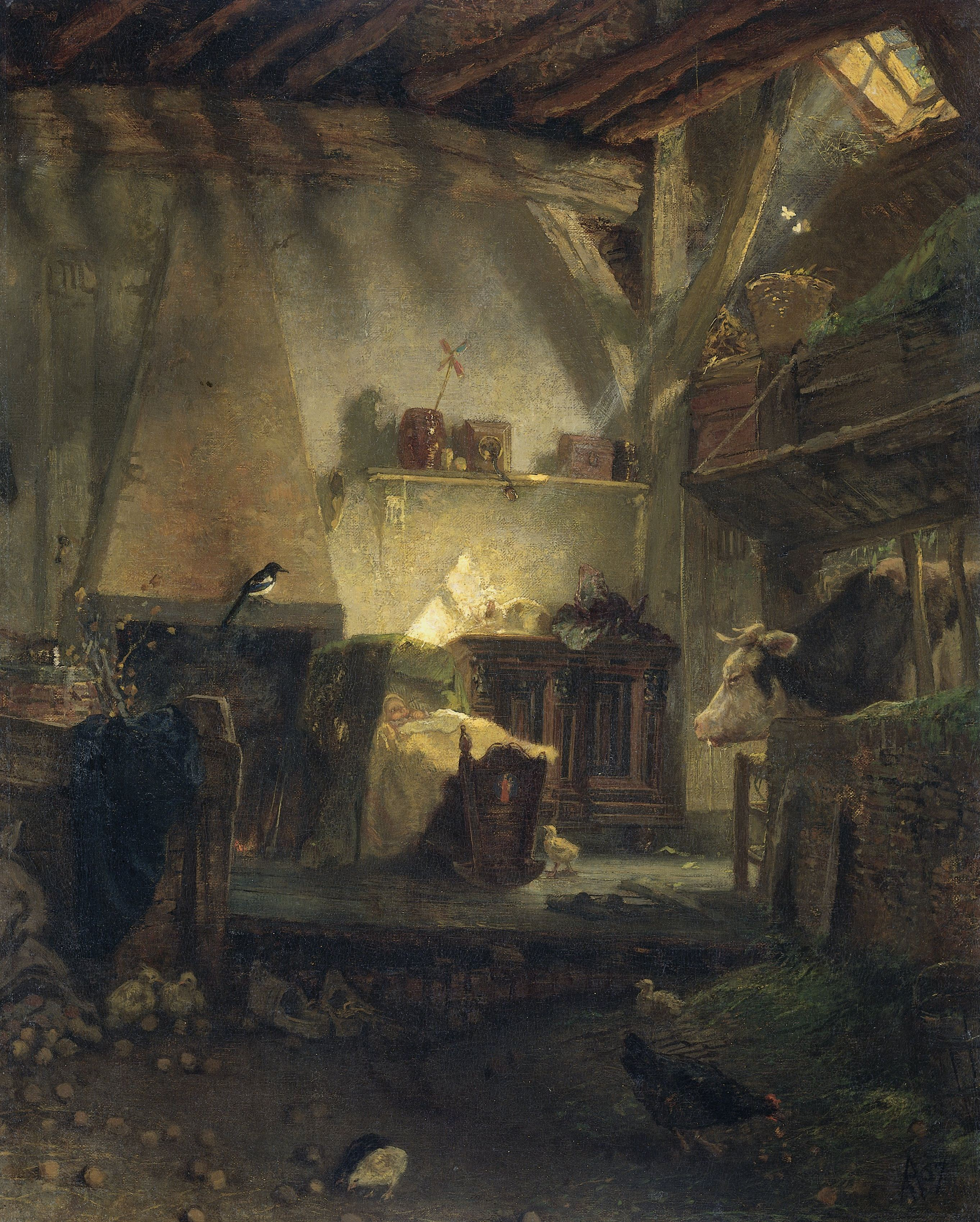
Tranh Hà Lan thế kỷ 18 vẽ một đứa trẻ trong một chiếc cũi

Mãi cho đến thế kỷ 19, giường trẻ sơ sinh mới phát triển từ giường nệm nhỏ không chân, nhằm giữ đứa trẻ trên giường. Sự phát triển của sự khác biệt giữa giường cho trẻ và giường nệm nhỏ là điều tự nhiên vì "giường trẻ em cần được nâng lên khỏi mặt đất". Điều này là do nhận thức về khói độc lan truyền ở chiều cao dưới đầu gối và hơi nóng thì bốc lên ở gần trần, với không khí sạch ở giữa. Một khi giường của trẻ được nâng lên khỏi mặt đất, vai trò của các thanh chắn đã thay đổi từ tiện lợi sang tính năng an toàn.
Nghiên cứu cho thấy một khi trẻ học cách đứng chúng có thể trèo ra khỏi giường với chiều cao thấp. Theo một chuyên gia về thời điểm, giường trẻ sơ sinh cần được sử dụng khi trẻ được 12 tháng tuổi. Thường thì một bên giường được gắn bản lề để mở khi cần, có thể áp dụng với giường trẻ sơ sinh hiện đại cửa mở 1 bên. Với phần bản lề được hạ xuống, giường có thể di chuyển trên các bánh xe, và chúng có thể được di chuyển lên giường của người chăm sóc trẻ em khi cần thiết.

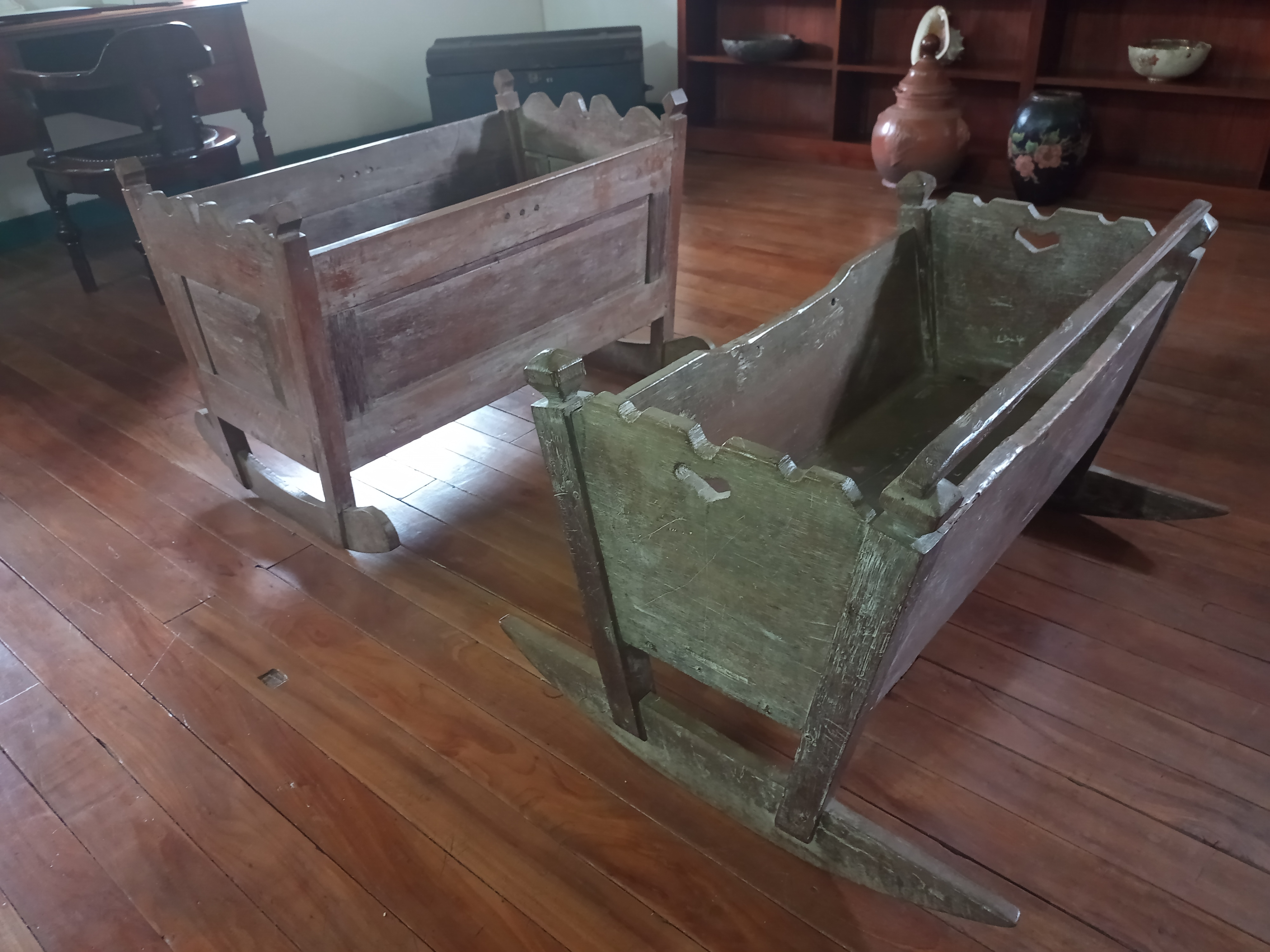

Giường sắt đã được phát triển vào thế kỷ 17 ở Ý để giải quyết những lo ngại về sự xâm nhập của bọ cánh cứng và bướm đêm. Ứng dụng mới này đã nhanh chóng được mở rộng cho giường trẻ em - một chiếc giường sắt có khả năng lắc lư đã được ghi nhận vào năm 1620-1640. Những người ủng hộ đã quảng bá những lợi ích sức khoẻ của giường sắt. Giường trẻ em được làm bằng kim loại đã trở nên phổ biến trong nửa sau của thế kỷ 19. Giường cho trẻ sơ sinh (và nệm nhỏ) được làm bằng sắt với lưới hoặc các cạnh buộc dây là phổ biến. Các chuyên gia chăm sóc trẻ em đã cho phép vật liệu sắt vì nó là vật liệu hợp vệ sinh (so với gỗ) và không "nuôi dưỡng ấu trùng", tránh các mối lo ngại về sự lây lan của chuột, chấy rận và bướm đêm. Giường trẻ em thường được sơn bằng men trắng, sau đó các nhà sản xuất giường gỗ vẫn tiếp tục sơn màu trắng truyền thống; không may là các loại sơn hầu hết có thành phần kim loại chì, mà trẻ em thì thường xuyên nhai và liếm các bề mặt có vị ngọt.

## Thiết kế

Tiêu chuẩn xác định những khoảng cách chấp nhận và nguy hiểm đối với giường trẻ sơ sinh

### Tiêu chuẩn
Để nâng cao tính an toàn của thiết kế giường ngủ cho trẻ sơ sinh, Ủy ban An toàn Sản phẩm Tiêu dùng Hoa Kỳ đã đưa ra các tiêu chuẩn cho giường trẻ sơ sinh bán ra từ năm 1973. Kể từ đó, số trẻ chết hàng năm trên giường của Hoa Kỳ giảm xuống từ khoảng 200 đến khoảng 50, tỷ lệ trẻ bị thương trên giường hiện nay ở khoảng 8.000 mỗi năm. Nhiều thương tích trên giường là do 25 triệu giường trẻ em được sản xuất trước khi các tiêu chuẩn an toàn được nâng cao, nhưng vẫn được sử dụng.
Giường cho trẻ sơ sinh được thiết kế để giữ bé không ra khỏi giường. Thành giường phải đủ cao để không cho em bé trèo qua và phải không có chỗ bám chân để trèo lên. Các tiêu chuẩn kỹ thuật dành cho giường ngủ sơ sinh bao gồm những cân nhắc như vật liệu được sử dụng và tránh cho đầu và tay bé bị mắc kẹt. Giường ngủ sơ sinh đã được chuẩn hóa ở Úc và New Zealand, Châu Âu, Hoa Kỳ và trên tầm quốc tế. Các tiêu chuẩn thiết kế đều đã xác định và giải quyết bốn nguy hiểm lớn:
NgãĐể tránh các chấn thương như chấn động và gãy xương cho bé do ngã khi cố trèo ra ngoài, giường không được có các chỗ để chân. Chiều cao tối thiểu được chuẩn hóa cho các vị trí nệm khác nhau.
Mắc kẹtTrẻ sơ sinh có thể bị mắc kẹt và nghẹt thở nếu quần áo của chúng bị mắc kẹt trên những phần của giường, hoặc nếu đầu của trẻ bị mắc kẹt giữa những khoảng trống của giường. Giường không được có khoảng trống đủ lớn để đầu của trẻ có thể nhô ra ngoài.
Nghẹt thởTrẻ sơ sinh thiếu các kỹ năng vận động hoặc sức mạnh cơ bắp để lật đầu nên trẻ dễ bị cuộn vào chăn đệm làm cản trở hơi thở. Trẻ có thể bị mắc kẹt và ngạt thở nếu trẻ bị cuốn vào khoảng trống do các tấm đệm tạo ra. Trẻ sơ sinh cũng có thể bị ngưng thở nếu nệm quá mềm.
Kẹt tay chânTrẻ sơ sinh có thể bị thương tích ở tay và chân nếu chúng bị mắc kẹt giữa các khoảng trống. Khoảng trống nhỏ để chân hoặc tay trẻ bị mắc kẹt là không được phép.

## Chất liệu giường trẻ em hiện nay
- Giường cũi gỗ: Phong phú về chủng loại như gỗ tự nhiên có: cao su, quế, sồi, gỗ thông, xoan đào,… hoặc gỗ công nghiệp như mdf, hdf. Có giá trị sử dụng lâu dài, gần gũi với thiên nhiên, mùi gỗ dễ chịu.
- Giường cũi nhựa: Phong phú trong kiểu dáng, trọng lượng nhẹ nhàng, dễ tháo lắp và có giá thành tùy theo loại. Tuy nhiên, độ bền không cao, tiếp xúc với nhiệt độ cao dễ bị biến dạng, nứt gãy khi va đập mạnh.
- Giường cũi sắt – inox: Độ bền cao, chắc chắn. Kiểu dáng thường nhỏ gọn, phù hợp với các gia đình có không gian hạn chế. Tuy nhiên, độ thẩm mỹ thấp, khó phối hợp các đồ nội thất khác.
- Giường cũi tre/mây: Chất liệu mộc mạc, an toàn tuyệt đối cho trẻ. Trọng lượng nhẹ, có thể đặt ở nhiều không gian khác nhau. Độ bền cao, giá thành thấp, phù hợp với đa số gia đình Việt. Tuy nhiên, trọng lượng của chất liệu khá nhẹ tạo cảm giác không chắc chắn khi cho bé sử dụng.
- Giường cũi vải: Có trọng lượng nhẹ, được làm từ chất liệu chính là vải có khung inbox bên trong. Dễ dàng tháo rời như một cũi trẻ em gấp gọn, phải vệ sinh thường xuyên. Tuy nhiên, cũi vải không được đánh giá cao về độ chắc chắn.